# Rubus rhamnifolius
Rubus rhamnifolius är en rosväxtart som beskrevs av Carl Ernst August Weihe och Nees. Rubus rhamnifolius ingår i släktet rubusar, och familjen rosväxter. Inga underarter finns listade i Catalogue of Life.